# Pachyseris speciosa
Espèce
Statut de conservation UICN

 LC  : Préoccupation mineure
Statut CITES
Pachyseris speciosa est une espèce de coraux appartenant à la famille des Agariciidae.

## Description et caractéristiques

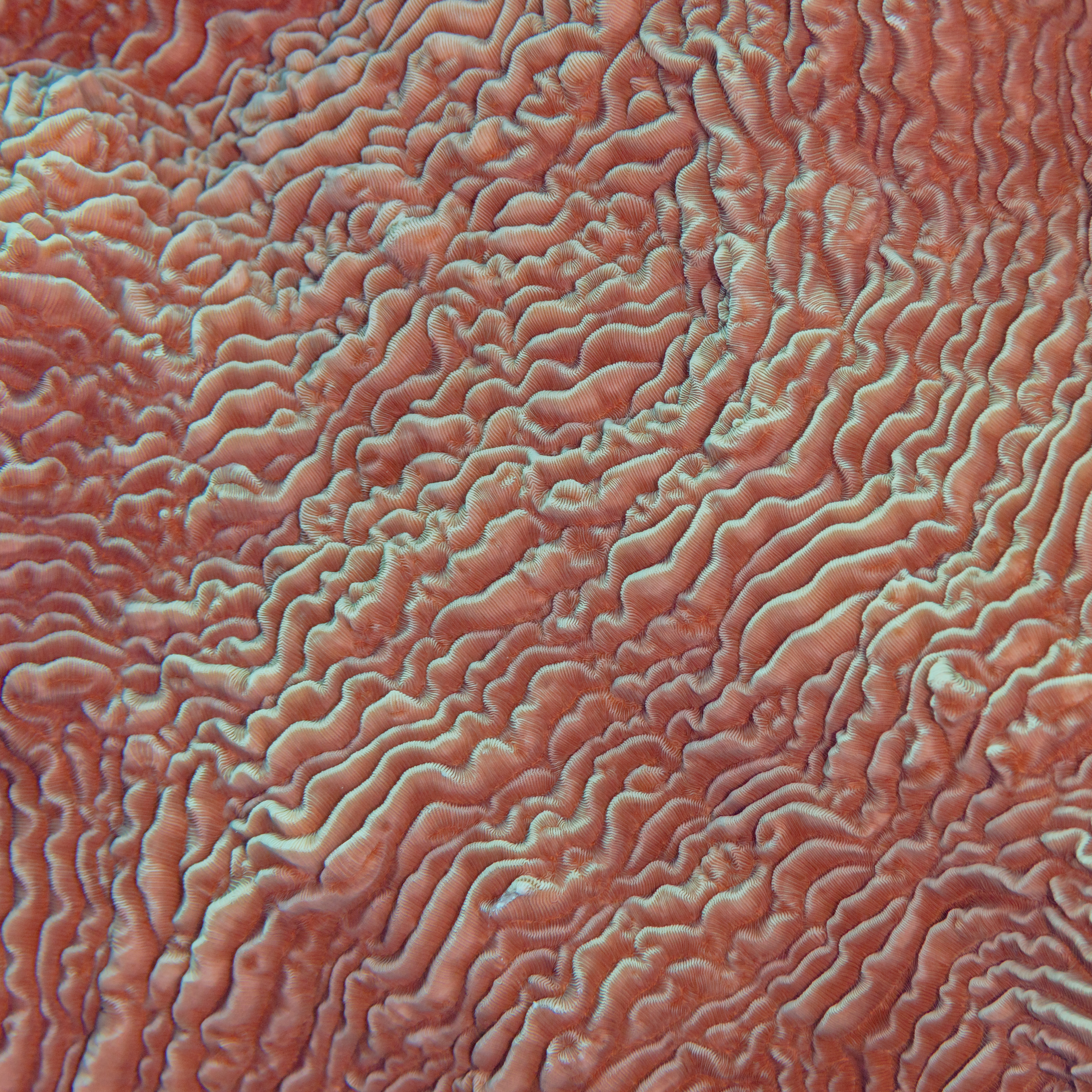
Pachyseris speciosa en mer Rouge, coté Égypte. Avril 2023.

## Habitat et répartition
Un récif corallien de Pachyseris speciosa est connu au large de Tahiti à une profondeur d'une cinquantaine de mètres dans une zone étonnamment peu ensoleillée. Le récif, qui évoque un jardin de roses, semble en bonne santé.